# Bobow

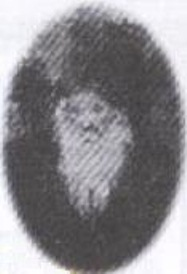
Rabin Szlomo Halberstam - pierwszy rabin dynastii Bobow

Dynastia Bobow (jid. חסידות באבוב / Bobower chasidim) – grupa chasydzka, która założona została pod koniec XIX wieku w Bobowej przez rabina Szlomo Halberstama. Przed II wojną światową była jedną z wpływowych dynastii chasydzkich w Polsce.
Od czasu zakończenia wojny główna siedziba dynastii znajduje się w Borough Park w Brooklynie w Nowym Jorku. Oprócz tego liczne skupiska chasydów z Bobowej znajdują się w Williamsburg, Monsey, Miami, Montrealu, Toronto, Antwerpii, Londynie, Jerozolimie, Bene Berak, Aszdodzie, Betar Illit oraz enklawie Kirjat Bobow w Bat Jam.
Chasydzi z Bobowej kontynuują nauki cadyka Chaima Halberstama z Nowego Sącza, który kładł szczególny nacisk na studia talmudyczne oraz skromny, wręcz ascetyczny styl życia.

## Cadycy
1. Szlomo Halberstam I (1847–1905)
2. Ben Cion Halberstam I (1874–1941)
3. Szlomo Halberstam II (1907–2000)
4. Naftali Halberstam (1931–2005)

W sporze:
5. Ben Cion Halberstam II (ur. 1955) - syn Szlomo Halberstama II
5. Mordechaj Dawid Unger (1954) (ur. 1954) - zięć Naftaliego Halberstama